# Opificio delle Pietre Dure
El Opificio delle pietre dure (OPD) es un organismo público italiano dependiente de la Direzione generale educazione e ricerca del Ministero per i beni e le attività culturali e per il turismo con sede en Florencia, en Via degli Alfani 78. Es un centro de referencia mundial en el campo de la investigación e intervención para la conservación y restauración de bienes culturales. Junto con Istituto Superiore per la Conservazione ed il Restauro de Roma, es un centros de formación de restauradores de referencia a nivel italiano e internacional, con titulación equivalente a máster. El instituto también cuenta con una biblioteca especializada, un archivo de conservación, un museo trabajos de piedras duras y un laboratorio científico que realiza investigaciones y diagnósticos y ofrece un servicio de conservación preventiva.

## Historia

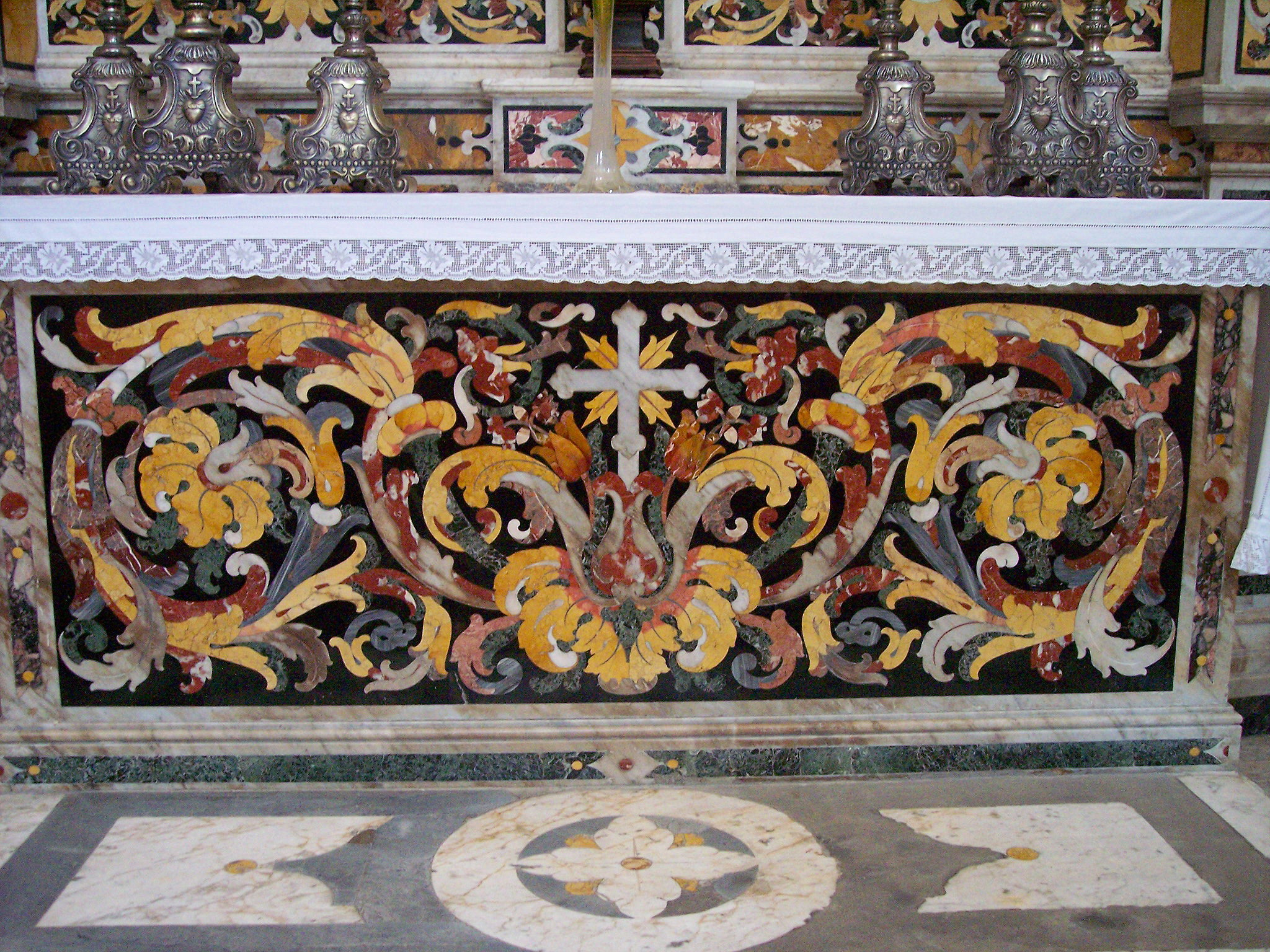
Altar decorado con piedras duras (Catedral de la Asución (Velika Gospa), Dubrovnik)

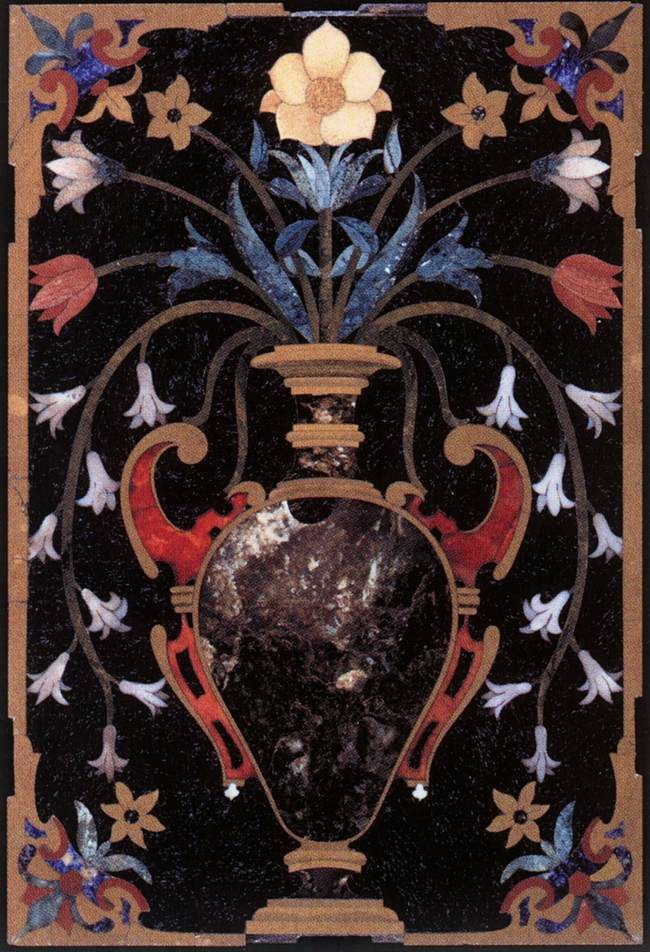
Trabajo de piedras duras del Museo

### Origen
El instituto nació de la fusión, en 1975, de dos entidades diferentes que con el tiempo asumieron mismos fines y propósitos: el antiguo Opificio delle pietre dure y el laboratori di restauro fiorentini, bajo la única denominación de Opificio delle pietre dure, debido al reconocido nivel de autonomía de esta institución.

### El antiguoOpificio delle pietre dure
El nombre se remonta a la época de uno de los antiguos talleres artesanales y artísticos del entonces Ducado de Florencia que se estableció en 1588 en el ex convento de San Niccolò a instancias el Gran Duque Fernando I de Médici, concebido como un centro especializado en trabajos de taracea con piedras duras. En efecto, era necesario formar a nuevos artífices para la decoración de la capilla de los Príncipes, en San Lorenzo, recubierta de mármol con incrustaciones. La técnica, conocida también en italiano como commesso fiorentino ya se empleaba habitualmente, habiéndose ejecutado con ella piezas de gran valor artístico y técnico en los talleres que estableció Francisco I de Médici en el Casino de San Marco, de donde se originó el Opificio. 
El comesso o trabajo de piedras duras, a diferencia del mosaico, no usa teselas geométricas, sino que talla piezas más grandes, generalmente semipreciosas, elegidas por su color, opacidad, brillo y matices de las vetas, creando un diseño figurativo. 
A finales del siglo XIX, con el declive de la dinastía Médici primero y luego de Lorena, la demanda de producción de muebles en piedras duras también cesó, pasando el Opificio de la actividad de fabricación a la de restauración. Se agregaron otros talleres relacionados con este tipo de actividad como restauración de mosaicos y obras de arte en piedra.

### Ellaboratori di restauro fiorentini

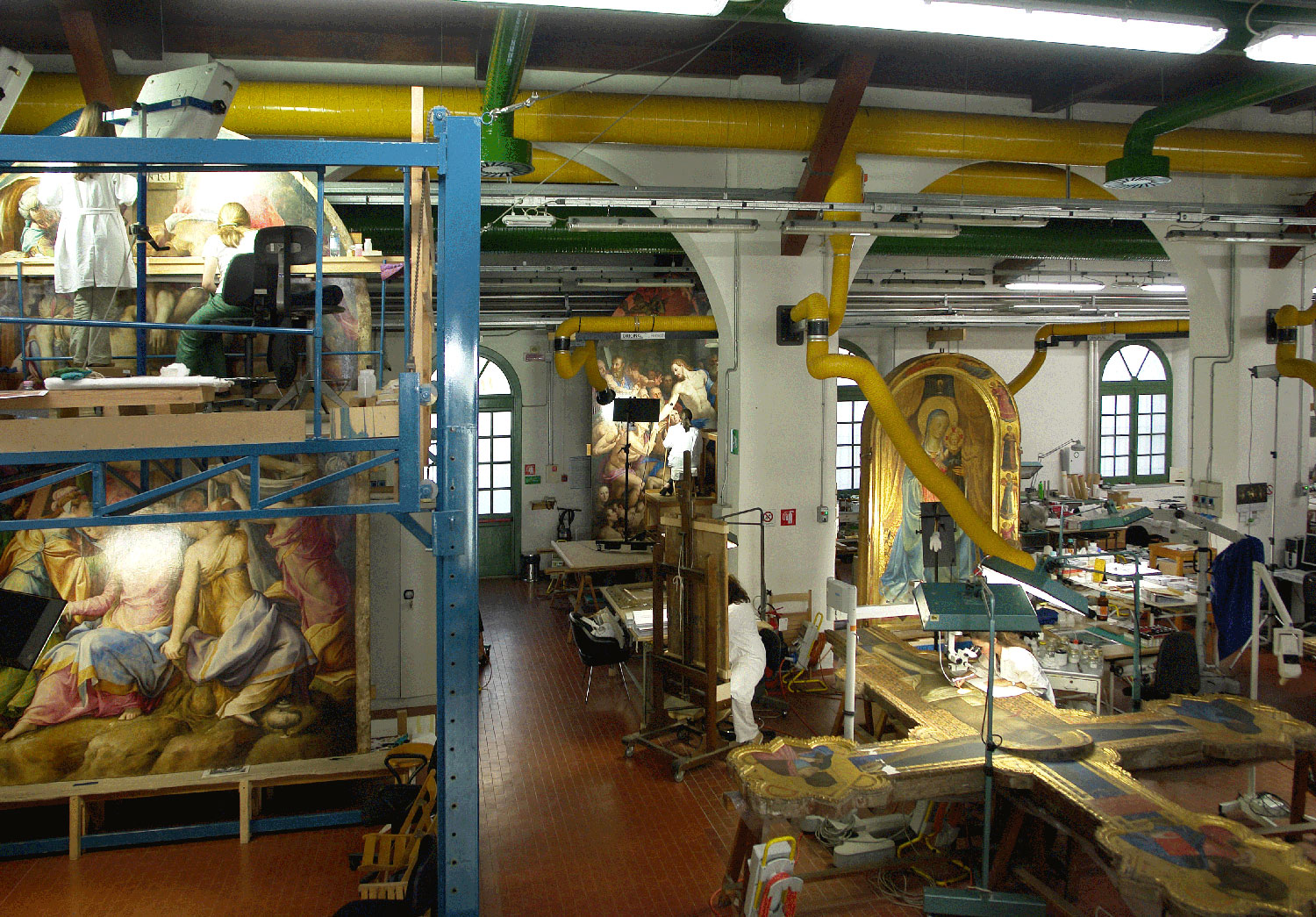
El laboratorio ubicado en Fortezza da Basso

La otra entidad que se unió a la institución moderna tiene un origen más reciente: se remonta a 1932 cuando en la Soprintendenza delle Belle Arti di Firenze, Ugo Procacci, entonces un joven historiador de arte, fundó el primer laboratorio moderno de restauración en Italia.
En aquellos años la restauración era una disciplina encomendada a artesanos y artistas. Debido al nuevo enfoque histórico y positivista de la obra de arte surgieron los primeros centros de restauración científica. A finales de la década de 1920 y principios de la década de 1930 se establecieron los talleres del Museo de Arte Fogg en Boston, la Galería Nacional en Londres y el Instituto Doernher en Múnich. El centro florentino (el gabinetto restauri, como lo llamó Ugo Procacci) fue el primero en Italia y uno de los primeros en el mundo. Entre sus méritos se encontraban la aplicación de investigaciones científicas previas a la restauración, comenzando con la radiografía, que permitía revelar el estado de las capas ocultas permitiendo la llamada: stagione dei restauri di rivelazione, que caracterizó las intervenciones realizadas por el laboratorio hasta la década de 1950.
La trágica Inundación de Florencia de 1966 supuso un gran impulso para la investigación y la restauración ya que muchas obras de arte necesitaron de drásticos tratamientos. El gabinetto restauri se trasladó posteriormente a un edificio dentro de la Fortezza da Basso, (todavía la localización de mayor envergadura de los laboratorios Opificio), debido a la necesidad de albergar una inmensa cantidad de obras para restaurar, incluso de gran formato, como el inmenso Cristo de Cimabue del museo de la Basílica de la Santa Cruz (Florencia). Gracias también a la ayuda de restauradores de todo el mundo, el laboratorio florentino se convirtió en uno de los centros de vanguardia en el mundo de la restauración, sintetizando la tradición y la modernidad tecnológica.

### Situación actual
El Opificio está dividido en sectores que corresponden a los diferentes materiales que componen las obras de arte. También alberga una escuela secundaria y un centro de estudios, un museo y una biblioteca altamente especializada en conservación y restauración.

## Estructura
La sede del instituto se divide en tres ubicaciones diferentes:
- la sede histórica de Via degli Alfani 78, que alberga los talleres y laboratorios de restauración de mosaicos, materiales de piedra, bronces, orfebrería, materiales cerámicos; la escuela, biblioteca y museo;
- la sede de la Fortezza da Basso, con el taller de restauración de pintura, documento gráfico, textiles y escultura en madera;
- la sala delle Bandiere en Palazzo Vecchio, para los tapices.

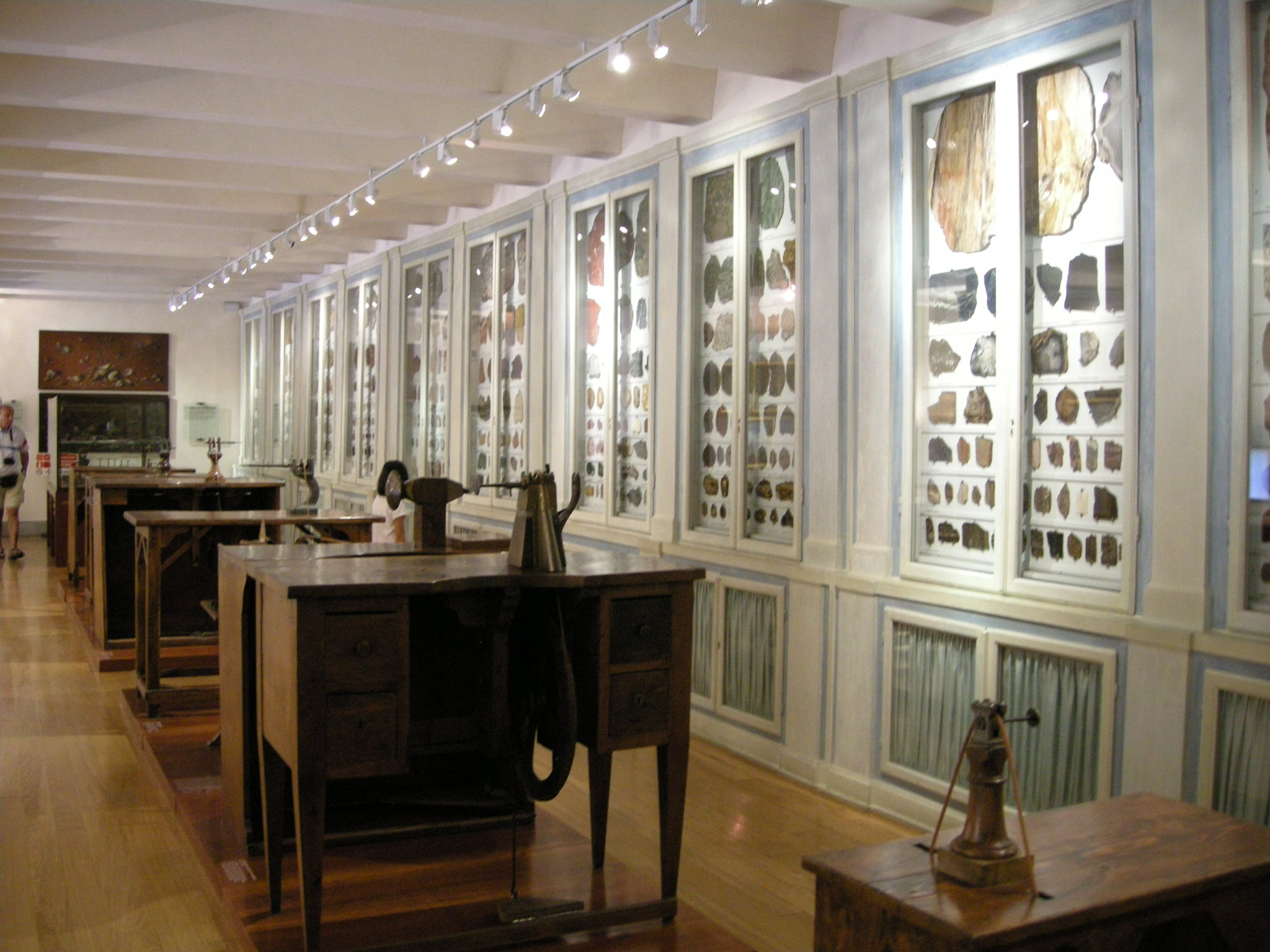
Interior del museo

La sede histórica ocupa una parte del antiguo Monasterio de San Nicolás de Cafaggio, suprimido en 1783. El propio Gran Duque expresó su deseo de rediseñar y luego asignar el complejo a una academia, una elección que con el tiempo determinó la reconfiguración de la estructura. El proyecto fue elaborado por Bernardo Fallani, ampliamente documentado archivo histórico de la Municipalidad de Florencia,  y las obras fueron dirigidas primero por Gasparo Maria Paoletti y luego por Giuseppe Del Rosso.De esta forma, el monasterio acogió diversas insticiones: el Opificio delle pietre dure desde 1798, y la Academia de Bellas Artes de Florencia, la zona del edificio de via Ricasoli. En el exterior del edificio se encuentra el tabernáculo del Velo de la Verónica y una placa fechada en 1877 que recuerda que el pintor Pietro Benvenuti y el grabador Raffaello Morghen vivieron y murieron aquí.

## Direttori
- Umberto Baldini (1970-1983)
- Margherita Lenzini Moriondo (1983-1984)
- Anna Forlani Tempesti (1984-1986)
- Antonio Paolucci (1986-1988)
- Giorgio Bonsanti (1988-2000)
- Cristina Acidini (2000-2008)
- Bruno Santi (2008-2009)
- Isabella Lapi (2009-2010)
- Cristina Acidini (2010-2012)
- Marco Ciatti (2012-actualidad)

## Departamentos de restauración
- Tapices y  alfombras
- Arqueología
- Bronces y armas antiguas
- pintura de caballete
- Pintura mural
- Documento gráfico y pergamino
- Materiales pétreos
- Mosaico y piedras duras
- Orfebrería
- Escultura en madera
- Textiles
- Terracota

## La Escuela Superior de Educación y Centro de Estudio

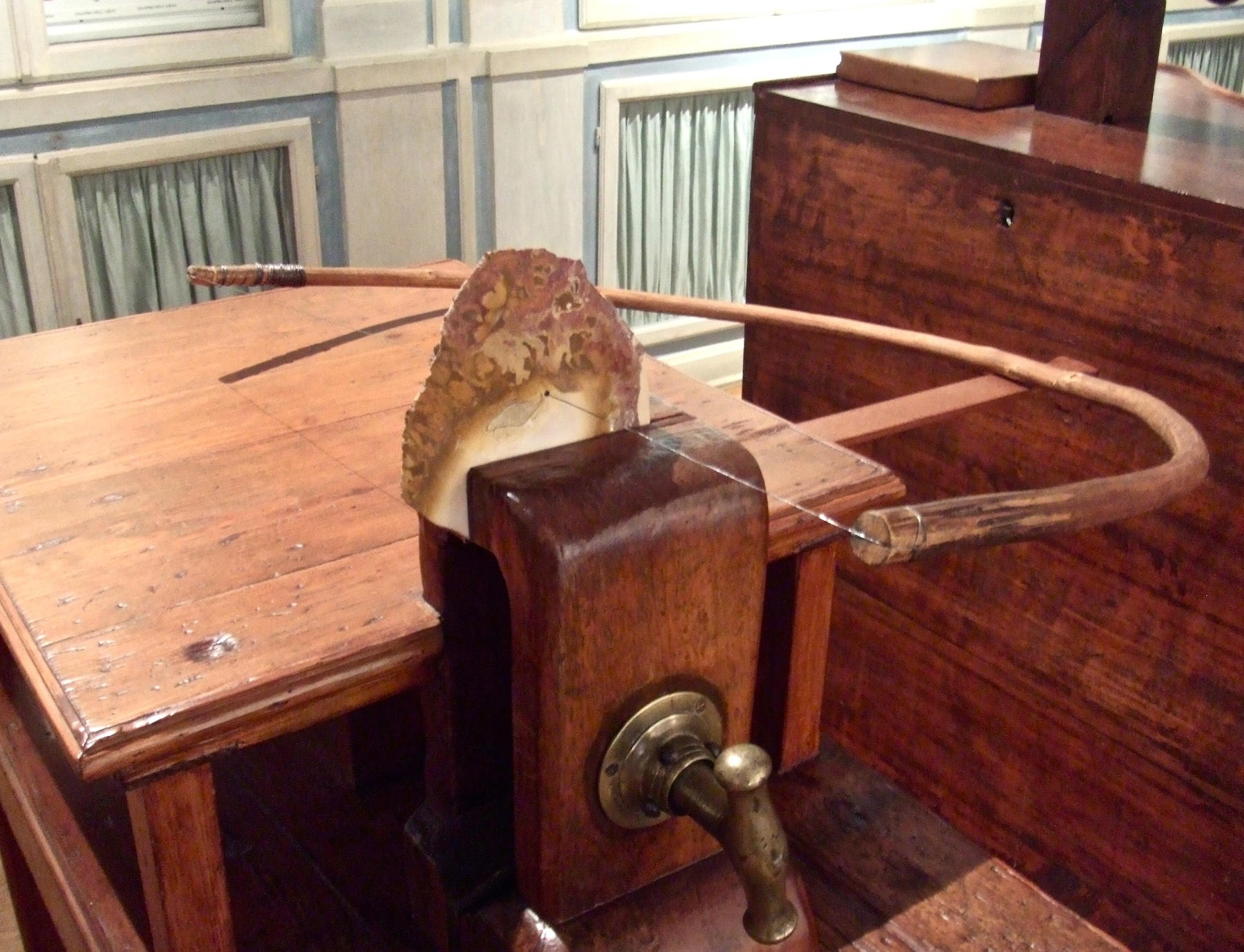
Un antico banco da taglio per le pietre

La escuela de restauración activa en el Opificio delle Pietre Dure en Florencia comenzó sus cursos en 1978, establecida oficialmente en 1992 por la Ley 20 de enero de 1992 n. 57. Posteriormente se reguló según el decreto del Presidente de la República 294/1997, convirtiéndose en una Escuela de Educación Superior y Centro de Estudio en 1998 (Decreto 368/1998 artículo 9). En 2004, la Escuela para la restauración del mosaico de Rávena se convirtió en filial del OPD, integrando uno de los sectores históricos del instituto. El título impartido es equivalente a máster según el Decreto soprintendentizio nº 1355 del 14 aprile 2011.
Los cursos de ciclo único, divididos en 300 créditos formativos, tienen una duración de cinco años. Incluyen lecciones teóricas y actividades técnico-didácticas que tienen lugar dentro de los laboratorios. Se requiere asistencia obligatoria.
El personal docente está compuesto por personal interno y expertos de organismos e institutos dedicados a la investigación, la protección y la conservación del patrimonio cultural.
El acceso es a través de un examen pública internacional, convocado anualmente por el Ministero per i beni e le attività culturali e per il turismo. Es requisito previo para la concurrencia estar en posesión de titulación secundaria de cinco años o de secundaria de cuatro años más un año adicional. Los ciudadanos de la UE y de fuera de la UE pueden participar en el examen.
Estos son los cursos de capacitación profesional (PFP) actualmente activos en el OPD:
- PFP 1 Materiales pétreos y derivados. Superficies arquitectónicas decoradas;
- PFP 2 Artefactos pintados sobre soporte de madera y textil. Artefactos tallados en madera. Artefactos en materiales sintéticos trabajados, ensamblados y / o pintados;
- PFP 3 Materiales y productos en textiles y cuero;
- PFP 4 Materiales y productos de cerámica y vidrio. Materiales y productos de metales y aleaciones;
- PFP 5 Libro y material de archivo. Artefactos de papel. Material fotográfico, cinematográfico y digital.

## Museo

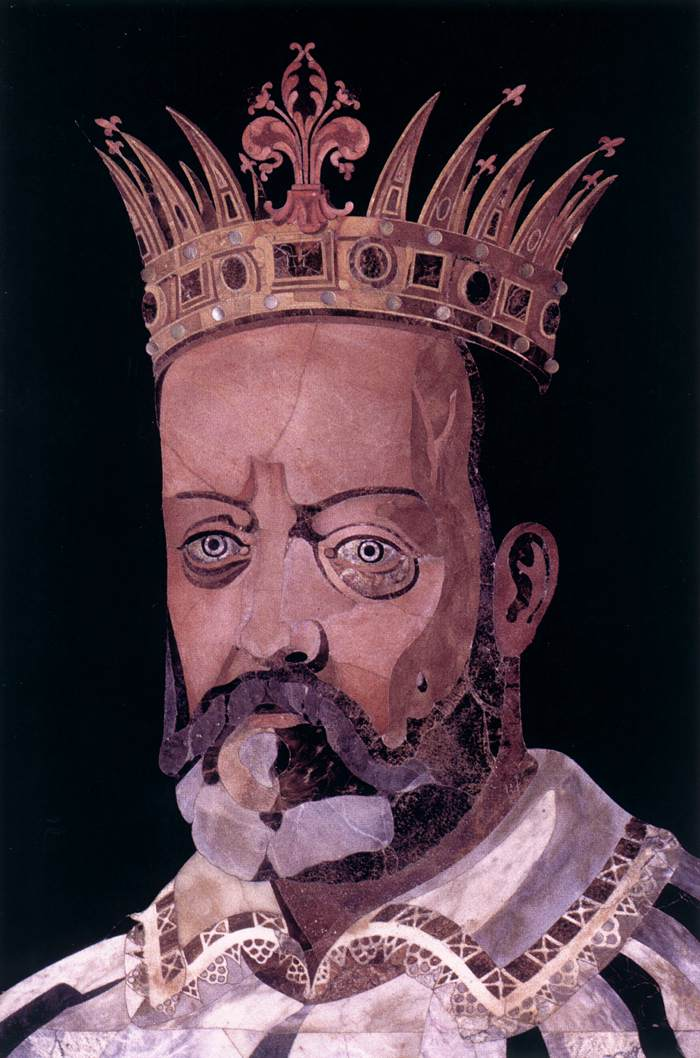
Ritrattro di Cosimo I de' Medici in pietre dure, su disegno di Francesco Ferrucci

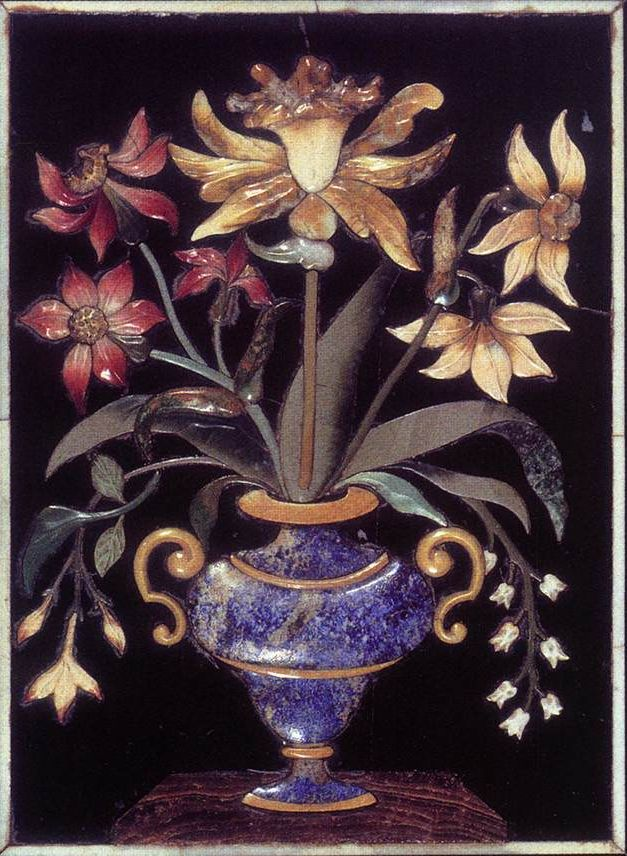
Mosaico con vaso di fiori

El museo se encuentra en las salas a la izquierda del vestíbulo de entrada, que ya existían alrededor de 1862 y abiertas al público en forma de salas de exposición. Recopila algunos ejemplos de trabajos en piedra dura, incluidos "gabinetes", tableros de mesa, y placas con incrustaciones, con un vasto repertorio de decoraciones, principalmente con flores, frutas y animales, pero también con otras escenas pictóricas, incluyendo una vista de la Plaza de la Signoria. Son particularmente llamativas la gran chimenea barroca, completamente cubierta con malaquita, de un verde deslumbrante, y las copias de pinturas hechas con incrustaciones, con un brillo y belleza a veces mayor que los originales en lienzo que se muestran a su lado.
Algunos espacios están dedicados a piedras particulares, como la Pietra Paesina, extraída cerca de Florencia, cuyas capas de diferentes colores dan la ilusión de un paisaje rocoso pintado.
En el primer piso están las herramientas para la incrustación y una muestra completa de piedras duras que datan de la época de los Médici. La última sala muestra jarrones y muebles Art nouveau de principios del siglo XX, incluida la mesa con arpa y guirnaldas de Zocchi (1849) y la de flores y pájaros de Niccolò Betti (1855).
A finales de los años ochenta, la directora del museo , Anna Maria Giusti, decidió proceder a una renovación sustancial de la antigua sala de exposiciones de los artefactos de piedra, todavía caracterizada por el diseño del siglo XIX a pesar de la reestructuración realizada en los años sesenta por el arquitecto Lando Bartoli y por Edward Maser, para transformarlo en un museo moderno ordenado según criterios tanto cronológico como didáctico.

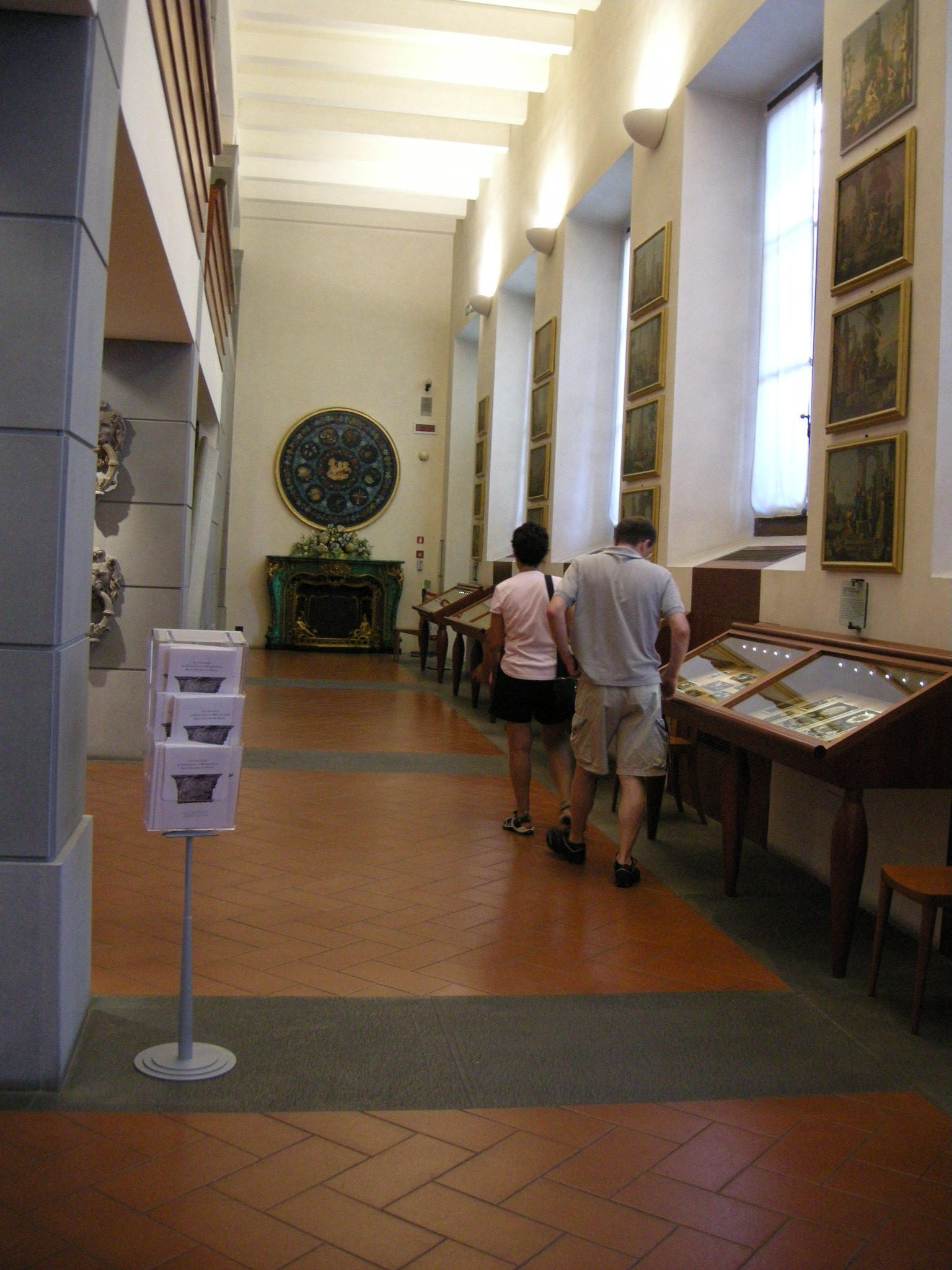
Sala de la planta baja

El nuevo diseño preveía la transferencia de todo el museo a la planta baja, a fin de liberar el piso principal y transformarlas en oficinas. La tarea fue encomendada a Adolfo Natalini, quien había diseñado el Teatro de Compagnia en abril de 1989. Las obras se iniciaron en 1991. En el verano de 1995 concluyeron y el museo fue inaugurado oficialmente el 1 de julio del mismo año. La intervención consistió en el rediseño y equipamiento de la sala principal, en la renovación de las habitaciones adyacentes del siglo XIX y en la creación de la taquilla y los baños en la planta baja. El proyecto fue bien recibido por la crítica; Vittorio Savi (1996) subraya el carácter de "familiaridad" de la intervención, que parece una casa donde se ha eliminado una pared para mostrar el interior y donde las "habitaciones" están formadas por grandes vitrinas clásicas de madera.
Desde el portal central en pietra serena se accede al vestíbulo, en la parte inferior del cual se puede ver el patio interno también utilizado como una exhibición de piezas de piedra: a los lados del vestíbulo están el conserje y la escalera de acceso a los pisos superiores y, hacia el patio, la entrada al museo y la taquilla.
La sala principal tiene planta rectangular y doble altura. Mediante la inserción de tres pilares masivos de orden gigante (en hormigón y cubiertos en pietra serena con vetas horizontales) que definen cuatro espacios de planta cuadrada: estos "nichos" en la planta baja dan al corredor con ventanas, mientras que en el piso superior desaparecen para dar paso a un solo compartimento marcado solo por el signo vertical de los pilares. Las vitrinas, en madera de cerezo y peral, albergan las piezas de acuerdo con una disposición temática y cronológica y se alinean en las paredes de los cuatro nichos y en el lado de la ventana, más abajo. En la parte inferior de la sala se encuentra la escalera recta que conduce al piso balcón: que da acceso a las habitaciones del siglo XIX, y se caracteriza por el mismo revestimiento de piedra y diseño de los pilares; son de piedra también los rodapiés y la balaustrada, inspirada en Buontalenti, mientras que los ascensores están cubiertos con losas de piedras duras (rojo, amarillo y verde). La sala y las habitaciones laterales están iluminadas por una luz difusa, mientras que todas las ventanas están iluminadas en su interior a través de fibra óptica.